# Will & Grace
Will & Grace es una sitcom creada por Max Mutchnick y David Kohan. La serie fue transmitida por NBC desde el 21 de septiembre de 1998 hasta el 18 de mayo de 2006, durante un total de ocho temporadas, y volvió para una novena temporada el 28 de septiembre de 2017. Durante su emisión Will & Grace fue una de las series de televisión más exitosas con un personaje principal homosexual.
El 26 de septiembre de 2016, el elenco se reunió para un especial de 10 minutos (lanzado en línea), instando a los estadounidenses a votar en las elecciones presidenciales de 2016. Después del éxito de la reunión especial, NBC anunció que estaba explorando la idea de volver para otra temporada de Will & Grace. El número de episodios se aumentó a doce el 5 de abril de 2017 y más tarde a dieciséis. La temporada se estrenó el 28 de septiembre de 2017. El 3 de agosto de 2017, NBC renovó la serie para una décima temporada de 13 episodios.
La novena temporada se estrenó el 18 de abril de 2018 en FOX Latinoamérica, mientras que en España se estrenó en Movistar+.

## Elenco y personajes

### Principales
- Will Truman; Will es un abogado gay soltero. Es el mejor amigo de Grace, con la que vive en un edificio de apartamentos de Nueva York. Su relación más importante fue con Vince, interpretado por Bobby Cannavale, la cual terminó en la séptima temporada y luego retomada a principios de la octava. Will es interpretado por Eric McCormack.
- Grace Adler; Grace es una diseñadora de interiores y vive con Will. Su relación más importante fue con Leo Marcus, interpretado por Harry Connick, Jr., de quien se divorció en la séptima temporada. Grace es interpretada por la actriz Debra Messing.
- Jack McFarland; Jack es amigo y vecino de Will, también gay, pero mucho más afeminado que Will. Normalmente está desempleado, aunque ha sido camarero, actor, enfermero y en la octava temporada, ejecutivo de un canal de televisión gay. Jack es interpretado por el actor Sean Hayes.
- Karen Walker; Karen es la asistente personal de Grace, aunque nunca trabaja. Es una mujer adinerada, alcohólica y consumidora habitual de distintas drogas. Está casada con Stanley Walker. Karen es interpretada por Megan Mullally.

| Personaje            | Actor original (Estados Unidos) | Actor de voz (España)  | Actor de voz (Hispanoamérica) |
| -------------------- | ------------------------------- | ---------------------- | ----------------------------- |
| Will Truman          | Eric McCormack                  | Iván Muelas            | Sergio Gutiérrez Coto         |
| Grace Adler          | Debra Messing                   | Carmen Consentino      | Sarah Souza                   |
| Jack McFarland       | Sean Hayes                      | Juan Logar Jr.         | Luis Alfonso Mendoza          |
| Karen Walker         | Megan Mullally                  | Raquel Martín          | Love Santini                  |
| Estudio de doblaje   |                                 | Tecnison, S.A (Madrid) | Sonomex (México)              |
| Dirección de doblaje |                                 | Raquel Martín          | Sergio Gutiérrez Coto         |

- Referencia doblaje España
- Referencia doblaje mexicano Archivado el 18 de diciembre de 2010 en Wayback Machine.

### Familia
- George Truman es el padre de Will (está interpretado por Sydney Pollack).
- Marilyn Truman es la madre de Will, y tuvo una gran depresión cuando George la dejó (es interpretada por Blythe Danner).
- Will tiene dos hermanos: Sam y Paul. Sam es arquitecto y durante años no se habló con Will. Tuvo una aventura de una noche con Grace. Está interpretado por John Slattery. Paul está interpretado por Jon Tenney.
- Martin Adler y Bobbie Adler (Debbie Reynolds) son los padres de Grace. Bobbie es muy criticona y siempre quiere llamar la atención.
- Grace tiene dos hermanas, la menor Joyce Adler (interpretada por Sara Rue) y la mayor Janet (interpretada por Geena Davis).
- Elliot, es el hijo de Jack; está interpretado por Michael Angarano.
- Judith McFarland es la madre de Jack y durante mucho tiempo fue la única en no saber que su hijo era gay ; es interpretada por Veronica Cartwright.

### Parejas
- Michael es la expareja de Will salieron durante 7 años; es interpretado por Chris Potter.

- Danny fue el novio de Grace durante dos años, Grace (durante el capítulo piloto) debido a Will lo dejó plantado en el altar; es interpretado por Tom Verica.

- Leo Marcus es un doctor judío que después de dos meses saliendo con Grace se casan (en la 5.ª temporada) y se divorcian a comienzos de la 7.ª; es interpretado por Harry Connick Jr. La causa de su divorcio es que la engañó con una colega mientras estaba en Camboya. Vuelven en la 8 temporada porque no pudo seguir sin ella pero para la novena vuelven a estar separados.

- Vince D'Angelo (Bobby Cannavale), policía de Nueva York, última pareja de Will están juntos durante las temporadas 6-7 rompen pero vuelven en los últimos capítulos de la octava temporada. en el lapso de 11 años que va de la octava a la novena vuelven a separarse definitivamente.

- Lyle Finster es el cuarto marido de Karen y padre de Lorraine Finster; es interpretado por John Cleese.

- Stan Walker; es el tercer marido de Karen, estuvo preso y después en pleno divorcio con Karen fingió su muerte hasta que Will lo descubrió al final de la séptima temporada y con el que volvió también en la séptima temporada. Al final de la Octava temporada le pide el divorcio definitivo por no sentir después de tantas cosas sentimientos hacia él. La deja en bancarrota. Stan nunca sale en pantalla, por lo que no hay un actor que lo interprete.

### Compañeros de trabajo
- Harlin Polk, era un cliente de Will, interpretado por Gary Grubbs.
- Benjamin Doucette es uno de los socios de Doucette y Stein; es interpretado por Gregory Hines.
- El señor Stein, después de retirarse Doucette, regresa de Inglaterra para dirigir "Doucette y Stein", Will es su brazo derecho; es interpretado por Gene Wilder. El Sr. Stein (Gene Wilder), es la mitad de Doucette & Stein , el bufete de abogados en el que trabaja Will . Fue interpretado por Gene Wilder. El Sr. Stein aparece por primera vez en el episodio de la quinta temporada Boardroom and a Parked Place, habiendo estado ausente debido a que trabajaba en la oficina de Londres (aunque se revela que en realidad estaba en una institución mental). Es notablemente distraído y tiene pérdida de memoria a corto plazo, por lo que necesita que le recuerden constantemente su identidad y su entorno. También tiene una tendencia a estallar en canciones. Muestra un favoritismo flagrante hacia Will, lo que hace que los colegas de Will (incluidos Roz y Gary) lo resientan. En Sex, Losers and Videotape, tiene una breve historia de amor con Karen. Premios Emmy (2003) ganador Mejor actor invitado a serie de comedia. (Temporadas 5 a 8)
  - Doucette and Stein es el bufete de abogados donde trabaja Will Truman a partir de la segunda temporada. Es copropiedad de los socios Benjamin Doucette (Gregory Hines) y el Sr. Stein (Gene Wilder).

### Otros
- Rosario Salazar es la empleada doméstica de Karen. Aunque ésta es una jefa cruel, Rosario no es una empleada sumisa, y siempre están discutiendo. Rosario es interpretada por Shelley Morrison. Se quedan juntas hasta que esta fallece en la 9 temporada.
- Beverley Leslie es el archirrival-enemigo/amigo de Karen, los guionistas llegaron a pensar como final alternativo de la sexta temporada que se casara con Karen pero la idea no prosperó; es interpretado por Leslie Jordan. En el último capítulo Beverley deja como heredero absoluto a Jack antes de consumar la relación, al salir a la terraza un viento lo vuela por los aires y se presume por la fortuna de Jack en el futuro que muere. Sin embargo resulta ser parte de un sueño de Karen Walker.
- Ellen (interpretada por Leigh -Allyn Baker) y Rob (interpretado por Tom Gallop) son una pareja de amigos de Will y Grace desde la universidad.
- Larry (interpretado por Tim Baglei) y Joe (interpretado por Jerry Levine) son una pareja de gais, muy amigos de Will y Grace, tienen una hija que se llama Hanna.
- Lorraine Finster era la amante británica de Stan a quien conoció mientras trabajaba en la cafetería de la prisión, terminó siendo la hijastra de su archienemiga, Karen, es interpretada por Minnie Driver.

## Temporadas
| Temporada | Temporada | Episodios | Episodios | Emisión original         | Emisión original    |
| Temporada | Temporada | Episodios | Episodios | Primera emisión          | Última emisión      |
| --------- | --------- | --------- | --------- | ------------------------ | ------------------- |
|           | 1         | 22        | 22        | 21 de septiembre de 1998 | 13 de mayo de 1999  |
|           | 2         | 24        | 24        | 21 de septiembre de 1999 | 23 de mayo de 2000  |
|           | 3         | 25        | 25        | 12 de octubre de 2000    | 17 de mayo de 2001  |
|           | 4         | 27        | 27        | 27 de septiembre de 2001 | 16 de mayo de 2002  |
|           | 5         | 24        | 24        | 26 de septiembre de 2002 | 15 de mayo de 2003  |
|           | 6         | 24        | 24        | 25 de septiembre de 2003 | 29 de abril de 2004 |
|           | 7         | 24        | 24        | 16 de septiembre de 2004 | 19 de mayo de 2005  |
|           | 8         | 24        | 24        | 29 de septiembre de 2005 | 18 de mayo de 2006  |
|           | 9         | 16        | 16        | 28 de septiembre de 2017 | 5 de abril de 2018  |
|           | 10        | 18        | 18        | 4 de octubre de 2018     | 4 de abril de 2019  |
|           | 11        | 18        | 18        | 24 de octubre de 2019    | 23 de abril de 2020 |

## Recepción

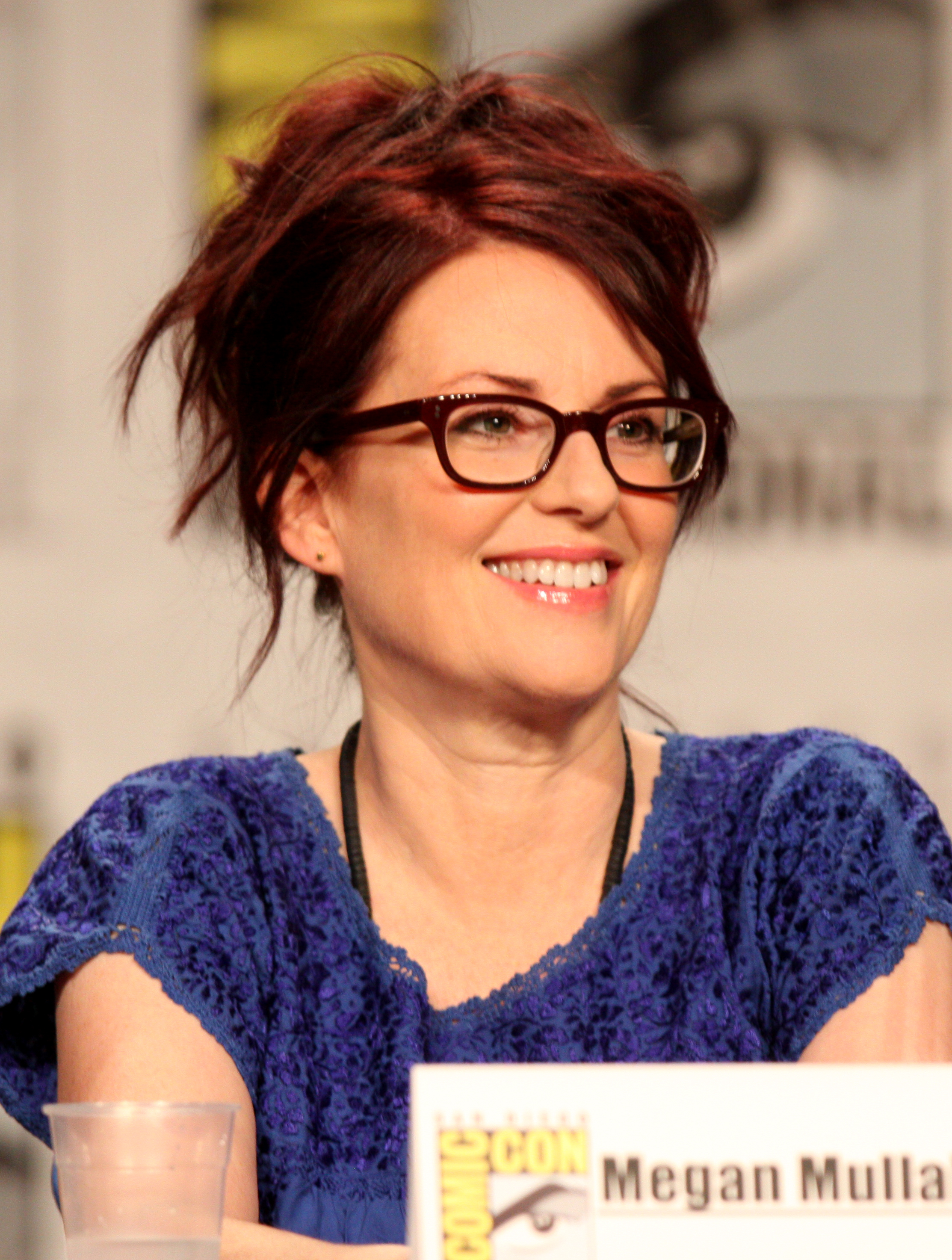
Megan Mullally en la Comic Con 2011 de San Diego

### Impacto cultural
La serie fue la primera en televisión en horario de máxima audiencia en la televisión en los Estados Unidos protagonizada por personajes principales abiertamente homosexuales, continuando la presencia destacada de personajes LGBT en la televisión abierta de Estados Unidos que empezó Ellen. También se ha afirmado que abrió la puerta a otras series y programas de televisión de temática gay, como Queer as Folk, Queer Eye y Boy Meets Boy.
En mayo de 2012, durante un programa Meet the Press donde se entrevistaba al vicepresidente de EE. UU., Joe Biden, citó la serie como una influencia en el pensamiento estadounidense en materia de derechos LGBT, diciendo: "Creo que 'Will y Grace' hicieron más para educar al público americano que casi cualquier cosa que nadie ha hecho nunca. La gente teme a lo diferente. Ahora están empezando a entender". En la misma entrevista, Biden afirmó que estaba "absolutamente cómodo" con el matrimonio del mismo sexo, una declaración que fue seguida el 9 de mayo por el presidente Barack Obama al hablar a favor del mismo. Al día siguiente de la declaración de Obama, el cocreador de la serie Max Mutchnick dijo a CBS This Morning que Biden había dicho palabras similares en una función privada que habían asistido Mutchnick y su marido David Kohan dos semanas antes de la declaración de Biden, aunque un funcionario de la Casa Blanca fue citado por CBS como afirmar que la entrevista en el programa Meet the Press no era un "globo de ensayo" para la sentencia. Tanto Mutchnick y Kohan elogiaron la declaración de Biden, pero criticaron la postura de Obama sobre el matrimonio durante el tiempo entre Biden y las declaraciones de Obama.
En 2004, el elenco de la serie fueron listados en los 100 mejores personajes de televisión. En 2012, The Washington Post ha clasificado Will y Grace la novena mejor comedia de la NBC de todos los tiempos.

### Premios
1999: Globos de oro: 4 nominaciones, incluyendo Mejor serie de TV - Comedia o musical
1999: Emmy: 1 nominación: Mejor dirección en Serie Comedia (James Burrows)
2000: Globos de oro: 5 nominaciones, incluyendo Mejor serie de TV - Comedia o musical
2000: Emmy: Mejor Comedia, Actor y actriz sec. (Hayes y Mullally). 11 nominaciones
2001: Globos de oro: 5 nominaciones, incluyendo Mejor serie de TV - Comedia o musical
2001: Emmy: Mejor Actor (McCormack). 12 nominaciones, incluyendo Mejor Serie Comedia
2002: Globos de oro: 5 nominaciones, incluyendo Mejor serie de TV - Comedia o musical
2002: Emmy: 13 nominaciones, incluyendo Mejor Serie Comedia
2003: Globos de oro: 5 nominaciones, incluyendo Mejor serie de TV - Comedia o musical
2003: Emmy: Mejor Actriz (Messing). 12 nominaciones, incluyendo Mejor Serie
2004: Globos de oro: 3 nominaciones: Mejor serie, actriz (Messing) y actor sec. (Hayes)
2004: Emmy: 9 nominaciones, incluyendo Mejor Serie Comedia
2005: Emmy: 15 nominaciones, incluyendo Mejor Serie Comedia
2006: Emmy: Mejor actriz secundaria (Mullally). 10 nominaciones
2004: Sindicato de Productores (PGA): Nominada a Mejor serie de TV - Comedia
2003: Sindicato de Productores (PGA): Nominada a Mejor serie de TV - Comedia
2002: Sindicato de Productores (PGA): Nominada a Mejor serie de TV - Comedia
2001: Sindicato de Productores (PGA): Nominada a Mejor serie de TV - Comedia
2000: Sindicato de Productores (PGA): Nominada a Mejor serie de TV - Comedia
2005: Sindicato de Directores (DGA): Nominada a Mejor director serie comedia
2003: Sindicato de Directores (DGA): Nominada a Mejor director serie comedia
2002: Sindicato de Directores (DGA): Nominada a Mejor director serie comedia
2001: Sindicato de Directores (DGA): Nominada a Mejor director serie comedia
2000: Sindicato de Directores (DGA): Mejor director serie comedia
1999: Sindicato de Directores (DGA): Nominada a Mejor director serie comedia
1998: Sindicato de Directores (DGA): Nominada a Mejor director serie comedia
2000: Sindicato de Guionistas (WGA): Nom. Mejor guion en episodio Serie-Comedia
2006: Sindicato de Actores (SAG): Nominada a mejor actriz (Serie Comedia) (Mullally)
2005: Sindicato de Actores (SAG): Mejor actor (Serie Comedia) (Hayes). 2 nominaciones
2004: Sindicato de Actores (SAG): 3 nominaciones inc. Mejor reparto (Serie Comedia)
2003: Sindicato de Actores (SAG): Mejor actriz (Serie Comedia) (Mullally). 4 nominaciones
2002: Sindicato de Actores (SAG): Mejor actor (Hayes) y actriz (Mullally) (Serie Comedia)
2001: Sindicato de Actores (SAG): Mejor actor (Hayes) y actriz (Mullally) (Serie Comedia)
2000: Sindicato de Actores (SAG): Mejor reparto (Serie Comedia). 4 nominaciones
2020: Emmy: Nominada a mejor dirección en serie comedia
2018: Emmy: Nominada a mejor actriz invitada (Molly Shannon)
2018: Globos de Oro: Nominada a mejor actriz comedia (Debra Messing)
2017: Globos de Oro: Nominada Mejor serie comedia y Mejor actor (McCormack)
2018: Critics Choice Awards: Nominada a mejor actriz (Messing) y actor sec. (Hayes)
2017: Critics Choice Awards: Nominada a mejor actor secundario (Sean Hayes)
2017: Sindicato de Guionistas (WGA): Mejor guion en un episodio de serie cómica
2017: Sindicato de Actores (SAG): Nominada a mejor actor comedia (Hayes)